# Stylocline
Stylocline là một chi thực vật có hoa trong họ Cúc (Asteraceae).

## Loài
Chi Stylocline gồm các loài: